# Karl Suessdorf
Karl Suessdorf (* 28. April 1911 in Valdez, Alaska; † 1. Februar 1982 in Riverside, Kalifornien) war ein US-amerikanischer Komponist und Liedtexter.
Das bekannteste Werk von Karl Suessdorf ist der Jazz-Standard Moonlight in Vermont, zu dem er die Musik und John Blackburn den Text schrieb. Das Stück wurde 1944 durch Margaret Whiting bekanntgemacht, deren Erkennungslied es wurde. Zusammen mit Blackburn schrieb Suessdorf ebenfalls das Stück I Wish I Knew. Auch zum Stück Susquehanna, bekannt in der Aufnahme durch Oscar Peterson, schrieb Suessdorf die Musik.
Beim Lied Did Anyone Ever Tell You, Mrs. Murphy arbeitete er auch mit den Textern Leah Worth und Lloyd Sloan zusammen; das Stück nahm Perry Como 1949 auf.
Suessdorf und Worth trugen auch zusammen den Text zum von Benny Carter komponierten Stück Key Largo von 1948 bei. Neben dem Komponisten Benny Carter selbst wurde dieser Standard auch von Sarah Vaughan, Marian McPartland, Ira Sullivan, Ella Fitzgerald, Chris Connor und Carmen Lundy aufgenommen.